# Filip Burkhardt
Filip Burkhardt (ur. 23 marca 1987 w Poznaniu) – polski piłkarz grający na pozycji pomocnika w norweskim klubie FK Toten, młodzieżowy reprezentant Polski.

## Kariera piłkarska
Filip Burkhardt swoją profesjonalną karierę rozpoczynał w sezonie 2003/2004, występując w zespole Amiki Wronki. W polskiej ekstraklasie zadebiutował 11 czerwca 2004 roku w spotkaniu z Górnikiem Łęczna. W lipcu 2006 roku trafił do Lecha Poznań. Następnie przebywał na testach w Celticu. Później został wypożyczony do Widzewa Łódź na rok, gdzie wystąpił łącznie w trzech meczach. W rundzie wiosennej sezonu 2006/2007 przebywał na wypożyczeniu w drugoligowej Jagiellonii Białystok.

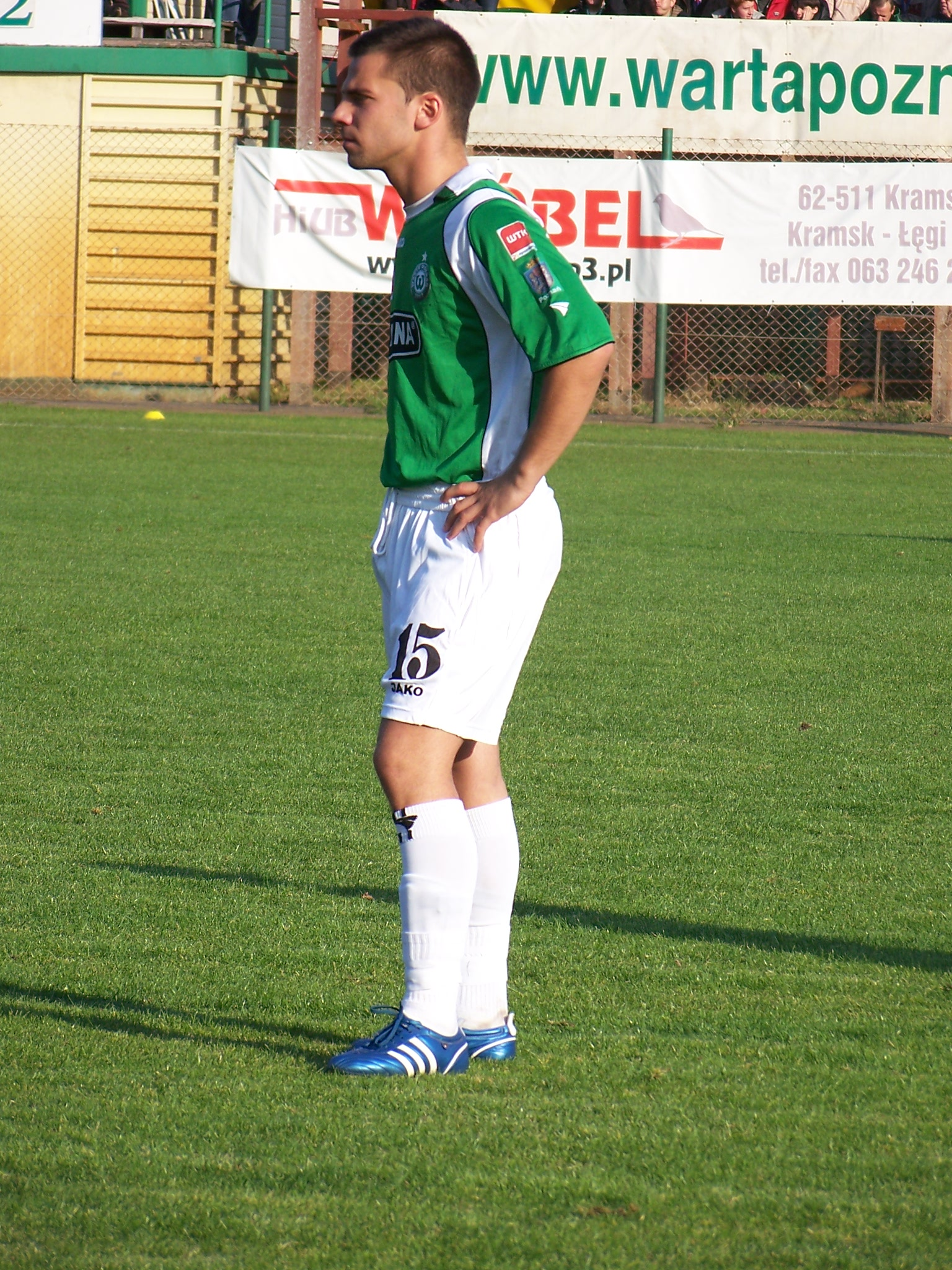
Burkhardt w barwach Warty

Wiosną 2008 roku Burkhardt grał na wypożyczeniu w Turze Turek, gdzie był podstawowym zawodnikiem i wystąpił w czternastu ligowych spotkaniach oraz strzelił jednego gola (5 kwietnia w meczu z GKS-em Katowice). Po powrocie do Poznania rozwiązał kontrakt z Lechem i 16 lipca związał się roczną umową z Wartą Poznań. Zadebiutował w niej 2 sierpnia w pojedynku ze Stalą Stalowa Wola, w którym zdobył dwie bramki i przyczynił się do zwycięstwa swojego zespołu 2:1. Łącznie w barwach Warty rozegrał 25 spotkań i strzelił pięć goli.
1 lipca 2009 roku związał się umową z grającą w Ekstraklasie Arką Gdynia.
Od 2011 do grudnia 2012 roku był zawodnikiem Sandecji Nowy Sącz. Tuż przed końcem 2012 roku podpisał 1,5-roczny kontrakt z Wisłą Płock.
W czerwcu 2017 podpisał roczny kontrakt z możliwością przedłużenia, z Łódzkim KS. W czerwcu 2018 podpisał roczny kontrakt z Bytovią Bytów. W sezonie 2019/2020 był zawodnikiem Radunii Stężyca. 15 lipca 2021 został zawodnikiem czwartoligowego klubu norweskiego FK Toten. 

## Rodzina
Jest synem byłego piłkarza m.in. Olimpii Poznań Jacka Burkhardta, zaś jego brat, Marcin Burkhardt, był zawodnikiem m.in. Legii Warszawa, Jagiellonii Białystok czy Metalista Charków oraz reprezentacji Polski.